# Rhémétalcès II
Pour les articles homonymes, voir Rhémétalcès.
Rhémétalcès II (III) - Caîus Juilius Rhœmalteces - est un prince thrace des débuts de l'Empire romain, co-roi des Sapéens et des Odryses avec son cousin Cotys IX de 19 à 38. Il est le fils de Cotys VIII (III) roi Sapéen de Thrace et d'Antonia Tryphaena l'arrière petite-fille de Marc Antoine, reine du Pont et reine des royaumes Thraces des Sapéens et des Odryses.
Parfois nommé Rhémétalcès III ne pas confondre avec le cousin et époux de sa sœur  Pythodoris II, le roi Rhémétalcès III fils de l'oncle usurpateur et assassin de leur père Cotys.

## Contexte
Le roi Rhémétalcès Ier meurt vers l'an 12 et ses états, clients de Rome, sont divisés en deux parties par Auguste, et sont répartis entre le fils et le frère du roi défunt, Cotys VIII (III) et Rhescuporis III (II). Cotys reçoit la région proche de la côte et des colonies grecques. Rhescuporis, celle sauvage et inculte de l'intérieur, exposée à des attaques hostiles des peuples voisins.
Rhescuporis décide de s'approprier les terres de son neveu, l'emprisonnant puis le tuant pour faire front à Tibère, qui lui demande des comptes. Rhescuporis est jugé et condamné par Rome, exilé puis mis à mort, pour avoir tenté de s'échapper.

## Règne
Le royaume de Thrace est divisé entre Rhémétalcès II, fils de Rhescuporis III, qui s'est ouvertement opposé aux plans de son père, et les très jeunes enfants de Cotys, dont Caïus Julius Rhémétalcès II et Cotys IX (qui sont élevés à Rome), au nom desquels le propréteur Titus Trebellenus Rufus (ca) est nommé régent (« tuteur des princes ») ainsi que leur mère Antonia Tryphaena, veuve de Cotys VII. L'empereur Tibère maintient en la faveur de Rhémétalcès II le partage de la Thrace qui a été ordonné par Auguste après la mort de Rhémétalcès Ier.
Sous leurs règnes éclatent plusieurs révoltes dans la partie de la Thrace qui est soumise aux Romains et dans les états alliés : les services que Rhémétalcès III rend dans ces diverses occasions lui méritent de nouvelles faveurs de Tibère puis de Caligula. Celui-ci, en l'an 38 ou 39 de notre ère, décide d'un nouveau partage :
- Rhémétalcès III (Caïus Julius Rhémétalcès II) devient effectivement roi de toute la Thrace indépendante[8] ;
- Cotys IX obtient en échange l'Arménie mineure[8] (ou Sophène, où il règne de 38 à 54).

Rhémétalcès III est ainsi le seul et dernier souverain de la partie de la Thrace, qui, sous la domination Romaine, a conservé un reste d'indépendance, et est le dernier représentant des souverains Sapéens et odrysiens. Il est assassiné en 46 et Claude annexe purement et simplement le territoire thrace à l'Empire romain.

### Source partielle
- « Rhémétalcès II », Charles Weiss, Biographie universelle, ou Dictionnaire historique contenant la nécrologie des hommes célèbres de tous les pays, 1841 [détail des éditions].
- (en) Ian Mladjov, de l'Université du Michigan, liste des rois odrysiens de Thrace.
- (en) Site hourmo.eu, collection of Greek Coins of Thrace, Index des rois.
- Christian Settipani, Continuité « gentilice » et continuité familiale dans les familles sénatoriales romaines à l'époque impériale, 2000, Addenda III (janvier-décembre 2002), p. 111.